# Mariela Celis
Mariela Celis Leiva (La Guaira; 23 de agosto de 1973) es una locutora, presentadora, periodista, actriz y comediante venezolana. Conocida por ser conductora del magazine Portadas al Día del canal Venevisión.

## Carrera
Sus primeros pasos en el mundo artístico los dio en la radio desde 1997, cuando estudiaba Bioanálisis en la Universidad Central de Venezuela (UCV) y presentó la prueba de locución en la Escuela de Comunicación Social, desde ese momento, “Se me abrieron todas las puertas”, enfatizó la animadora. 
Realizó una audición para el programa El Monstruo de la Mañana en 92.9 FM, para acompañar a Luis Chataing. Más adelante, fue conductora de El Show de la Gente Bella, (92.9 FM) lo cual ocasionó que “dejara la carrera de Bioanálisis y me enamorara de la radio”, puntualizó. Fue locutora de El Último Round y Piel Adentro (92.9FM). 
Trabajó en el equipo de la emisora de radio de La Mega en los programas Papelón Con Limón; Los Jackson Two, de allí se fue a Onda La Superestación, y actualmente comparte los micrófonos con el periodista Nelson Bocaranda en el programa La Cola Feliz transmitido de lunes a viernes de 6:00 a 8:30 p. m. en Éxitos (99.9FM).
En paralelo a la radio se inició en la televisión (medio en el cual lleva más de 15 años) comenzado en Radio Caracas Televisión (RCTV), en el programa Atrévete a Soñar, interpretando el personaje de Cupido.
Le siguieron Fama y Aplausos; Segundo Plano; El Chatódromo; Fama, Sudor y Lágrimas y Loco Video Loco. Ingresó en Televen canal donde estuvo en el programa Kasa Loka, junto a Ana María Simon, Jean Paul Leroux y Henrique Lazo.
Participó en varios programas de Luis Chataing, entre los cuales figura Así Lo Veo, transmitido por Globovisión. En la televisora Canal I, se desempeñó en los programas Novatas y Brujas. 
Y en diciembre de 2010, llega a Venevisión para conducir lo que ella misma calificó como “El mejor magazine de las mañanas, Portada's”. También a partir de la Gala Interactiva Miss Venezuela 2012, ha sido la coanimadora de este evento especial, y desde Gala Interactiva Miss Venezuela 2014 hasta 2016 fue animadora principal y también animó el Miss Venezuela 2017. Desde 2019 conduce “En tu cama o en la mía” en Venevisión 
La animadora y locutora, también ha trabajado en obras como: Queridas Sicóticas de Agoteatro; Amanecí Como Con Ganas de Morirme de Water People; El Cielo es muy Aburrido; Algunos lo piensan y Nosotros lo decimos, y junto a Emilio Lovera, Laureano Márquez, Luis Chataing, Claudio Nazoa, Carlos Donoso y el Profesor José Rafael Briceño, actuó en la obra El Debate. De la mano de George Harris se inició en el mundo del Stand Up Comedy y bajo la producción de Jorgita Rodríguez formó parte del elenco de Gorditas. 
También funge como imagen de algunas marcas comerciales. Fue la voz del canal por suscripción para Hispanoamérica, Maxprime del grupo HBO. Asimismo, la animadora no descarta la posibilidad de hacer cine: “Ojalá pronto me inviten a hacer un cameo en alguna película, lo disfrutaría mucho”, agregó. Al igual que participó como conductora en un ring de boxeo por una sola vez pero parece ser que no le gustó.

## Filmografía

### Radio
| Año       | Locución                  | Estación de Radio     |
| --------- | ------------------------- | --------------------- |
| 1995–1999 | El Monstruo de la Mañana  | 92.9 FM               |
|           | El Show de la Gente Bella | 92.9 FM               |
|           | El Último Round           | 92.9 FM               |
|           | Piel Adentro              | 92.9 FM               |
|           | Papelón Con Limón         | La Mega               |
|           | Los Jackson Two           | La Mega               |
|           | La Cola Feliz             | Onda La Superestación |
| Actual    | La Cola Feliz en Éxitos   | FM 99.9               |

### Televisión
| Año       | Programa                              | Canal       | Notas               |
| --------- | ------------------------------------- | ----------- | ------------------- |
| 2000      | Atrévete A Soñar                      | RCTV        | Cupido              |
| 2002      | Fama y Aplausos                       | RCTV        |                     |
|           | Segundo Plano                         | RCTV        |                     |
|           | El Chatódromo                         | RCTV        |                     |
| 2004      | Fama, Sudor y Lágrimas                | RCTV        | Temporada 1; Jurado |
|           | Loco Video Loco                       | RCTV        | Suplente            |
|           | Kasa Loka                             | Televen     |                     |
| 2006–2007 | Así Lo Veo                            | Globovisión |                     |
|           | Novatas y Brujas                      | Canal I     |                     |
| 2010–     | Portada's                             | Venevisión  | Animadora           |
| 2012      | Gala Interactiva Miss Venezuela 2012  | Venevisión  | Conductora          |
| 2013      | Gala Interactiva Miss Venezuela 2013. | Venevisión  | Conductora          |
| 2014      | Gala Interactiva Miss Venezuela 2014. | Venevisión  | Conductora          |
| 2015      | Gala Interactiva Miss Venezuela 2015. | Venevisión  | Conductora          |
| 2016      | Gala Interactiva Miss Venezuela 2016. | Venevisión  | Conductora          |
| 2017      | Miss Venezuela 2017                   | Venevisión  | Animadora           |
| 2019–     | En tu cama o en la mía                | Venevisión  | Animadora           |

### Teatro
| Año  | Obras                                    |
| ---- | ---------------------------------------- |
| 2003 | Amanecí Como Con Ganas de Morirme        |
| 2009 | El Cielo es muy Aburrido                 |
| 2012 | El Debate                                |
| 2014 | Algunos lo piensan y Nosotros lo decimos |
| 2016 | Queridas Psicóticas                      |
| 2016 | Stand “Dos” Comedy …de la vida misma.    |

### Senilda
Senilda es un personaje interpretado por Mariela Celis en el programa matutino Portada's, Senilda es una joven empleada de limpieza y ama de llaves, que siempre viste un vestido amarillo con un delantal blanco y lleva el cabello en unos tubitos tipo rollo.
Senilda inicialmente era una personaje del segmento del mismo programa llamado Tremendo Rollo mas con la cancelación del segmento, el personaje hizo debut como presentadora de otro segmento del programa llamado El Calabozo en donde hace comentarios sarcásticos y bromas con respecto a los acontecimientos y chismes de la farándula junto a La Suma Tramoyera (Kerly Ruiz). Senilda también hizo apariciones en La guerra de los sexos concursando por el equipo femenino y también ha aparecido en comerciales de productos de limpieza, cabe destacar que Senilda actualmente es parte de una campaña de seguros en Venezuela.

### Mariela Candelaria
Mariela Candelaria es un personaje interpretado por Mariela Celis; también para Portada's, se trata de una joven mexicana que siempre anda cargando en sus brazos o espalda a su hijo llamado escuincle; Mariela Candelaria es muy competitiva y "no tiene pelos en la lengua" para guardar secretos; Aparece en la sección Puro Picante.

### Madame Budare
Este personaje de Mariela Celis se trata de una Adivina que ve el futuro a través de las Arepas; Madame Budare aparece en Portada's donde lee las arepas a los famosos también apareció en El Calabozo suplantando a Kerly Ruiz.